# Crack (Band)
Crack war eine spanische Progressive- und Symphonic-Rockband aus Gijón, die 1977 gegründet wurde. Die Gruppe war Teil der Welle progressiver und symphonischer Bands, die die Hochphase des spanischen Progressive Rock prägten. In dieser Zeit hatten viele Bands – darunter auch Crack – mit finanziellen Schwierigkeiten zu kämpfen, da sie künstlerische Integrität über die kommerziellen Anforderungen des Radios stellten. Herausforderungen wie unzureichende technische Ausstattung, wechselnde Publikumsvorlieben, Druck durch die Musikindustrie und gelegentliche interne Konflikte trugen zur Auflösung der Band bei.

## Geschichte
Crack wurde Ende 1977 gegründet. Mento, der kurz zuvor Antón und später Manolo kennengelernt hatte, beschloss nach ersten gemeinsamen Arbeiten, Kontakt zu Alberto Fontaneda, einem Kommilitonen  der juristischen Fakultät der Universität Oviedo, aufzunehmen. Er ergänzte die Gruppe als Sänger und Flötist. Crack startete als vierköpfige Band ohne E-Gitarre und begann rasch mit Proben und trat auf, wann immer sie Auftrittsmöglichkeiten bekam. Später wurde der Sound durch den Gitarristen Rafael Rodríguez erweitert, und schließlich ersetzte Álex Cabal den Bassisten Vidal Antón.

## Album
Das einzige Album von Crack, Si Todo Hiciera Crack, wurde in fünf Tagen in den Audiofilm Studios in Madrid aufgenommen und von Chapa Discos veröffentlicht. Die Sängerin Encarnación González („Cani“) steuerte auf mehreren Titeln weiblichen Gesang bei. Laut den Credits wurde die Künstliche Produktion von der Band selbst übernommen. Die Plattenfirma investierte kaum in die Promotion, da sie sich auf kommerziellere Genres konzentrierte. Gleichzeitig gewann die spanische New-Wave-Bewegung „La Movida“ an Bedeutung. Obwohl das Album für seine symphonischen und progressiven Kompositionen anerkannt wurde, blieb der kommerzielle Erfolg aus.
Die Band löste sich 1980 aufgrund interner Konflikte, finanzieller Probleme und Schwierigkeiten bei der Fortführung des Projekts auf. Das Album enthält sieben Tracks, die symphonische Elemente, spanische Einflüsse und progressive Rockstrukturen verbinden. Die meisten Stücke verzichten auf klassische Refrains und erzählen Geschichten mit Elementen von Fantasie und Mythologie.

### Titel (Auswahl)
- Descenso en el Mahëllstrom[5][4](Am Rande des Malstroms) – inspiriert von Edgar Allan Poe, schildert den Überlebenskampf eines Mannes nach einem Schiffsunglück im Mahlstrom.
- Amantes de la Irrealidad[4] – ein symphonisches Stück mit Tempowechseln, Mellotron-Passagen und intensiven Gitarren, das eine idealistische Suche nach Glück thematisiert.
- Cobarde o Desertor[4] – behandelt Wehrpflicht, Militarismus und Krieg, wie sie viele junge Spanier damals erlebten.
- Buenos Deseos[4] – ein kurzes, nachdenkliches Stück.
- Marchando Una del Cid[5][4] – episch und mittelalterlich, inspiriert von den letzten Tagen des legendären spanischen Helden El Cid.
- Si Todo Hiciera Crack[4] – der Titelsong nutzt das Bild eines Hamsters im Laufrad als Metapher für existenzielle Fragen.
- Epílogo[4] – ein instrumentales Schlussstück.

## Stil
Die Musik von Crack ist überwiegend instrumental und lässt sich dem symphonischen Progressive Rock zuordnen. Charakteristisch sind komplexe Kompositionen ohne wiederholte Refrains und eine kontinuierliche musikalische Entwicklung. Die Interaktion der Instrumente schafft einen dichten Klangteppich, der europäische Progressive-Rock-Einflüsse mit spanischem Charakter verbindet. Die Band setzte auf Keyboards, Gitarre und Flöte und orientierte sich an Gruppen wie Genesis, Camel und Jethro Tull, integrierte aber auch spanische Folklore. Die Kompositionen zeichnen sich durch lange Instrumentalpassagen, unregelmäßige Taktarten und besondere Synthesizerklänge aus. Die Musiker legten Wert auf Melodie und interpretatorische Feinheiten; die Texte thematisierten oft Freiheit und pastorale Motive. Die Band beschrieb ihren Stil als „impressionistisch“ und verwies auf Debussy und Ravel als harmonische Einflüsse.

## Bedeutung
Obwohl die Karriere von Crack kurz war, gilt ihr einziges Album als Meilenstein des spanischen Progressive Rock. Es wurde mehrfach in Ländern wie Japan und Südkorea neu aufgelegt und bleibt bei Prog-Rock-Fans beliebt. Die Band wird für ihre Kreativität und ihren Beitrag zum Genre während einer schwierigen Phase der spanischen Musikgeschichte geschätzt.

## Diskografie
| Jahr | Titel                 | Format | Anmerkungen          |
| ---- | --------------------- | ------ | -------------------- |
| 1979 | Si Todo Hiciera Crack | LP     | einziges Studioalbum |